# Plasmodium falciparum
Plasmodium falciparum (малярийный плазмодий) — вид простейших паразитов из рода Plasmodium, вызывающий малярию у людей. Передаётся самками комаров из рода Anopheles. Малярия, которая вызывается этим видом, иногда называется молниеносной или тропической и является самой опасной формой болезни, с самым высоким уровнем смертности. По состоянию на 2006 год, в мире насчитывалось 247 миллионов заражений малярией (98 % в Африке, 70 % среди детей моложе 6 лет). Практически все случаи смерти от малярии происходят при заражении Plasmodium falciparum.

## Жизненный цикл
Заражение человека начинается с укуса комара-переносчика из рода Anopheles. Спорозоиты из слюнных желёз комара проникают в кровь человека и с током крови добираются до печени, где внедряются в её гепатоциты в течение 30 минут после укуса. В течение следующих двух недель в гепатоцитах происходит деление, образовавшееся потомство носит название мерозоиты. Десятки тысяч мерозоитов проникают из клеток печени в кровь, внедряясь в эритроциты, где проходит следующий этап размножения. Клинические симптомы малярии, такие как высокая температура и озноб, приурочены к прорыву инфицированных эритроцитов. Высвобожденные мерозоиты находят себе новые эритроциты, цикл повторяется несколько раз, приводя к лавинообразному увеличению численности мерозоитов. Некоторые из мерозоитов развиваются в незрелые половые клетки — гаметоциты. Эти гаметоциты, находящиеся в крови больного малярией, попадают в организм других комаров при укусе ими такого человека. Внутри комара мужские гаметоциты производят восемь жгутиковых микрогамет, оплодотворяющих женские макрогаметы. Получившаяся оокинета пробуривает кишечную стенку и прикрепляется к её внешней стороне в виде ооцисты. Вскоре ооциста прорывается, высвобождая сотни спорозоитов, проникающих в полость тела комара и далее в слюнные железы. После этого насекомое становится опасным.